# Бородін Олександр Порфирович

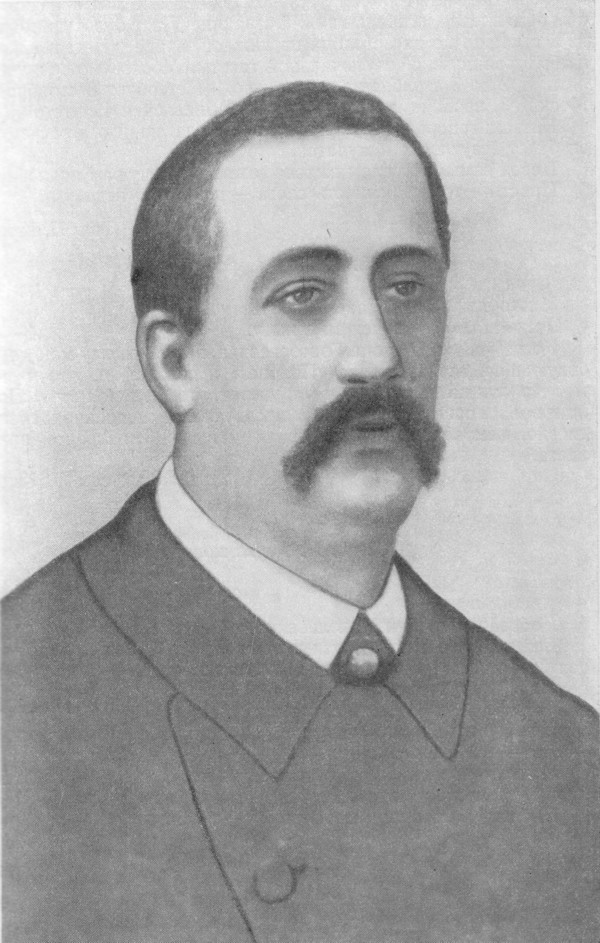
Бородін Олександр Порфирович

Олекса́ндр Порфи́рович Бороді́н (рос. Алекса́ндр Порфи́рьевич Бороди́н; нар. 31 жовтня (12 листопада) 1833, Санкт-Петербург — пом. 15 (27) лютого 1887, Санкт-Петербург) — російський композитор (член «Могутньої купки») і вчений-хімік.

## Біографія, творчість

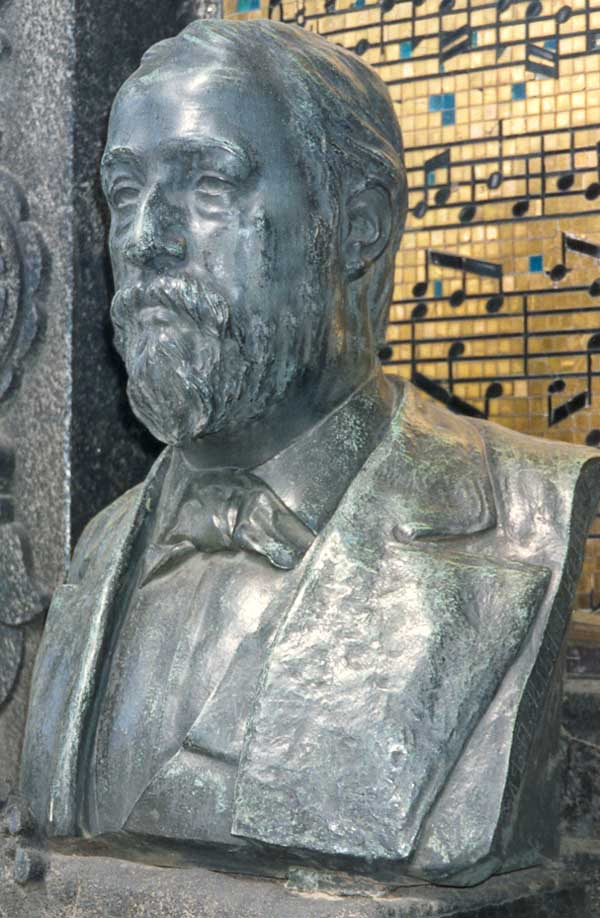
Бюст Бородіна на його могилі у Санкт-Петербурзі

Позашлюбний син грузинського князя Л. С. Гедіанова (Лука Гедеванішвілі). При народженні записаний як син кріпосного слуги князя — Порфирія Бородіна. В 1856 закінчив Медико-хірургічну академію; з 1858 — доктор медицини. В 1860-і рр. в Петербурзі займався науковою, педагогічною й громадською діяльністю. З 1862 — ад'юнкт-професор, з 1864 — ординарний професор, з 1877 — академік; з 1874 — керівник хімічної лабораторії Медико-хірургічної академії. Був одним з організаторів і педагогів (1872–1887) вищого навчального закладу для жінок — Жіночих лікарських курсів.
В 1850-і почав писати романси, фортепіанні п'єси, камерно-інструментальні ансамблі. В 1862 познайомився з М. А. Балакірєвим, увійшов у Балакірєвський гурток («Могутню купку»). Під впливом Балакірєва, В. В. Стасова й інших «купкістів» остаточно сформувались музичнно-естетичні погляди Бородіна як послідовника М. Глінки, прихильника російської національної школи в музиці, визначився самостійний зрілий стиль композитора.
Творча спадщина Бородіна порівняно невелика за обсягом. У своїх творах Бородін часто звертається до теми величі російського народу, любові до батьківщини, волелюбності. Музика його вирізняється епічною широтою, мужністю, у той же час глибоким ліризмом.
Найвизначніший твір Бородіна — опера «Князь Ігор», що є зразком національного героїчного епосу в музиці. Через велику завантаженість науковою й педагогічною роботою Бородін писав повільно. Опера створювалася протягом 18 років, не була закінчена (після смерті Бородіна оперу дописали й дооркестрували за матеріалами автора М. Римський-Корсаков і Олександр Глазунов; поставлена в 1890 р., Маріїнський театр, Петербург). Опера відзначається монументальною цілісністю образів, потужністю й розмахом народних хорових сцен, яскравістю національного колориту. «Князь Ігор» розвиває традиції епічної опери Глинки «Руслан і Людмила».
Бородін — один із творців російських класичних симфонії та квартета. Його 1-а симфонія (1867), що з'явилася одночасно з першими зразками цього жанру у Римського-Корсакова і П. І. Чайковського, започаткувала героїко-епічний напрямок російського симфонізму. Вершиною російського й світового епічного симфонізму є його 2-а («Богатирська») симфонія (1876). До числа визначних зразків камерно-інструментального жанру належать квартети Бородіна (1-й — 1879, 2-й — 1881).
Композитор — тонкий майстер камерно-вокальної музики. Зразок його вокальної лірики — елегія «Для берегов отчизны дальней» на слова О. Пушкіна. Бородін уперше ввів у романс образи російського богатирського епосу, а з ними — визвольні ідеї 1860-х рр. («Спящая княжна», «Песня тёмного леса» й ін.). Писав також сатиричні, гумористичні пісні («Пиха» й ін.). Для творів Бородіна характерно глибоке проникнення в лад російської народної пісні, а також музики народів Сходу (в «Князі Ігорі», симфоніях, симфонічній картині «У Середній Азії»).
Яскрава, самобутня творчість Бородіна вплинула на російських і закордонних композиторів. Традиції Бородіна продовжили радянські композитори (Сергій Прокоф'єв, Ю. А. Шапорін, Георгій Свірідов, Арам Хачатурян та інші). Велике значення цих традицій для розвитку національних музичних культур народів Закавказзя й Середньої Азії.
Бородін — автор більш ніж 40 робіт з хімії. Учень М. Зініна. Докторську дисертацію написав на тему: «Про аналогії фосфорної і миш'якової кислоти в хімічних і токсикологічних відносинах».
Розробив оригінальний спосіб одержання бромозамінних  жирних кислот дією брома на срібні солі кислот; одержав перше фторорганічне з'єднання — фтористий бензоїл (1862); досліджував ацетальдегід, описав альдоль і реакцію альдольної конденсації.
Ім'ям Бородіна названий Російський Державний квартет імені О. П. Бородіна. До кінця 1970-х років ім'ям Бородіна називалась одна з вулиць в Києві, однак після реконструкції ця вулиця зникла. Також на його честь названий астероїд 6780 Бородін.

## Список творів

### Опери
- Богатирі (1868)
- Млада (спільно з іншими композиторами, 1872)
- Князь Ігор (1869–1887)
- Царська наречена (1867–1868, начерки, втрачені)

### Твори для оркестру
- Симфонія № 1 Es-dur (1866)
- Симфонія № 2 h-moll «Богатирська» (1876)
- Симфонія № 3 a-moll (1887, закінчена та оркестрована Глазуновим)
- Симфонічна картина «У Середній Азії» (1880)

### Камерно-інструментальні ансамблі
- струнне тріо на тему пісні «Чим тебе я засмутила» (g-moll, 1854-55)
- струнне тріо (Велике, G-dur, до 1862)
- фортепіанне тріо (D-dur, до 1862)
- струнний квінтет (f-moll, до 1862)
- струнний секстет (d-moll, 1860-61)
- фортепіанний квінтет (c-moll, 1862)
- 2 струнних квартети (A-dur, 1879; D-dur, 1881)
- Серенада в іспанському роді з квартету B-la-f (колективний твір, 1886)

### Твори для фортепіано
у дві руки
- Патетичне адажіо (As-dur, 1849)
- Маленька сюїта (1885)
- Скерцо (As-dur, 1885)

у три руки
- Полька, Мазурка, Похоронний марш і Реквієм з Парафраз на незмінну тему (колективне твір Бородіна, М. А. Римського-Корсакова, Ц. А. Кюї, А. К. Лядова, 1878) і це все за допомогою Бородіна

у чотири руки
- Скерцо (E-dur, 1861)
- Тарантела (D-dur, 1862)

### Твори для голосу та фортепіано
- Разлюбила красна девица (50-ті роки)
- Слушайте, подруженьки, песенку мою (50-ті роки)
- Что ты рано, зоренька (50-ті роки)
- Красавица-рыбачка (слова Г. Гейне, 1854-55) (для голосу, віолончелі та фортепіано)
- Отравой полны мои песни (слова Г. Гейне, переклад Л. А. Мея, 1868)
- Из слез моих (слова Г. Гейне, переклад Л. А. Мея, 1871)
- У людей-то в дому (слова Н. А. Некрасова, 1881)
- Для берегов отчизны дальней[8] (слова А. С. Пушкина, 1881)
- Спесь (слова О. К. Толстого, 1884-85)
- Чудный сад (Septain G., 1885)

#### На власні слова
- Морська царівна (1868)
- Спящая княжна (1867)
- Фальшивая нота. Романс (1868)
- Песня тёмного леса[8], (1868)
- Море. Балада (1870)
- Арабська мелодія (1881)
- чоловічий вокальний квартет без супроводу — Серенада четырёх кавалеров одной даме (слова Бородина, 1868-72)[8]

### Перекладені українською
- Пісня темного лісу — переклад Бориса Тена.[9]
- Серенада чотирьох кавалерів одній дамі — переклад В. Сосюри[10]
- Коли для дальньої вітчизни — переклад Ю. Отрошенка[11]